# Mariko Kouda Special Summer Live '99 〜青空で愛してる 2nd Touch〜
『Mariko Kouda Special Summer Live '99 〜青空で愛してる 2nd Touch〜"』（まりここうだスペシャルサマーライブ99あおぞらであいしてるセカンドタッチ）は、國府田マリ子の4枚目のライブ・ビデオ及びそれに収録されている楽曲。1999年12月8日、キングレコードより発売。
その後DVD版を2000年2月4日に発売。

## 解説
- 1999年9月日比谷野外音楽堂にて開催された模様を収録。事前に様々な企画が用意され、聴きたい曲を事前にリクエストで募集しファン投票で選ばれた曲を中心に選曲された。また、特別効果演出や衣装コーディネート、スタッフパス原画、ライブ・ロゴマーク、オリジナルグッズ、代表曲「Pure」の歌詞などを募集した。[3]

## サポートメンバー
バンドメンバー
- 南明男：ギター、バンドマスター
- 大久保治信：キーボード
- 平山牧伸：ドラム
- 堀川真理夫：ベース
- 原田美穂子：キーボード、コーラス

ゲスト
- 葉山宏治

## 収録曲
1. Pure
作詞：國府田マリ子、作曲：菜芽月まろん、編曲：岩崎文紀
2. 僕らのステキ
作詞：戸沢暢美、作曲：前田克樹、編曲：岩本正樹
3. みらくるふれんど
作詞：國府田マリ子、作曲：ながつきまろん、編曲：亀田誠治
4. 〜メッセージ〜
作詞：國府田マリ子・谷亜ヒロコ、作曲・編曲：西脇辰弥
5. ぴんくのわに
作詞：國府田マリ子、作曲：松浦有希、編曲：野見祐二
6. 誰のせいでもない二人
作詞：戸沢暢美、作曲：松原みき、編曲：岩本正樹
7. Moonlight Angel －明日に向かって－
作詞・作曲：奥井雅美、編曲：矢吹俊郎・大平勉
8. 二人は冒険者〜ラッキー・ラッパー・パーティー
（二人は冒険者）作詞・作曲・編曲：葉山宏治
（ラッキー・ラッパー・パーティー）作詞・作曲・編曲：葉山宏治
9. 太陽で行こう
作詞：國府田マリ子、作曲・編曲：奥居香
10. あいことばはBe!!
作詞：國府田マリ子、作曲：松原みき、編曲：亀田誠治
11. Horizon
作詞：國府田マリ子、作曲：菜芽月まろん、編曲：光田健一
12. my best friend
作詞：國府田マリ子、作曲：TSUKASA、編曲：水島康貴
13. Twin memories
作詞：WINBEE／作曲：コナミ矩形波倶楽部／補作曲・編曲：光田健一